# Bahnhof Bohmte
Der Bahnhof Bohmte ist ein Bahnhof an der Bahnstrecke Bremen–Osnabrück. Er wurde 1871/72 erbaut und am 15. Mai 1873 eröffnet. 1900 kam der private Bahnhof Bohmte Ost an der Strecke Holzhausen-Heddinghausen–Damme der Wittlager Kreisbahn hinzu. Täglich wird der Bahnhof von 900 Reisenden genutzt. Er ist nicht barrierefrei.

## Empfangsgebäude

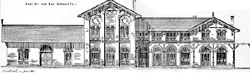
Bauzeichnung von 1871

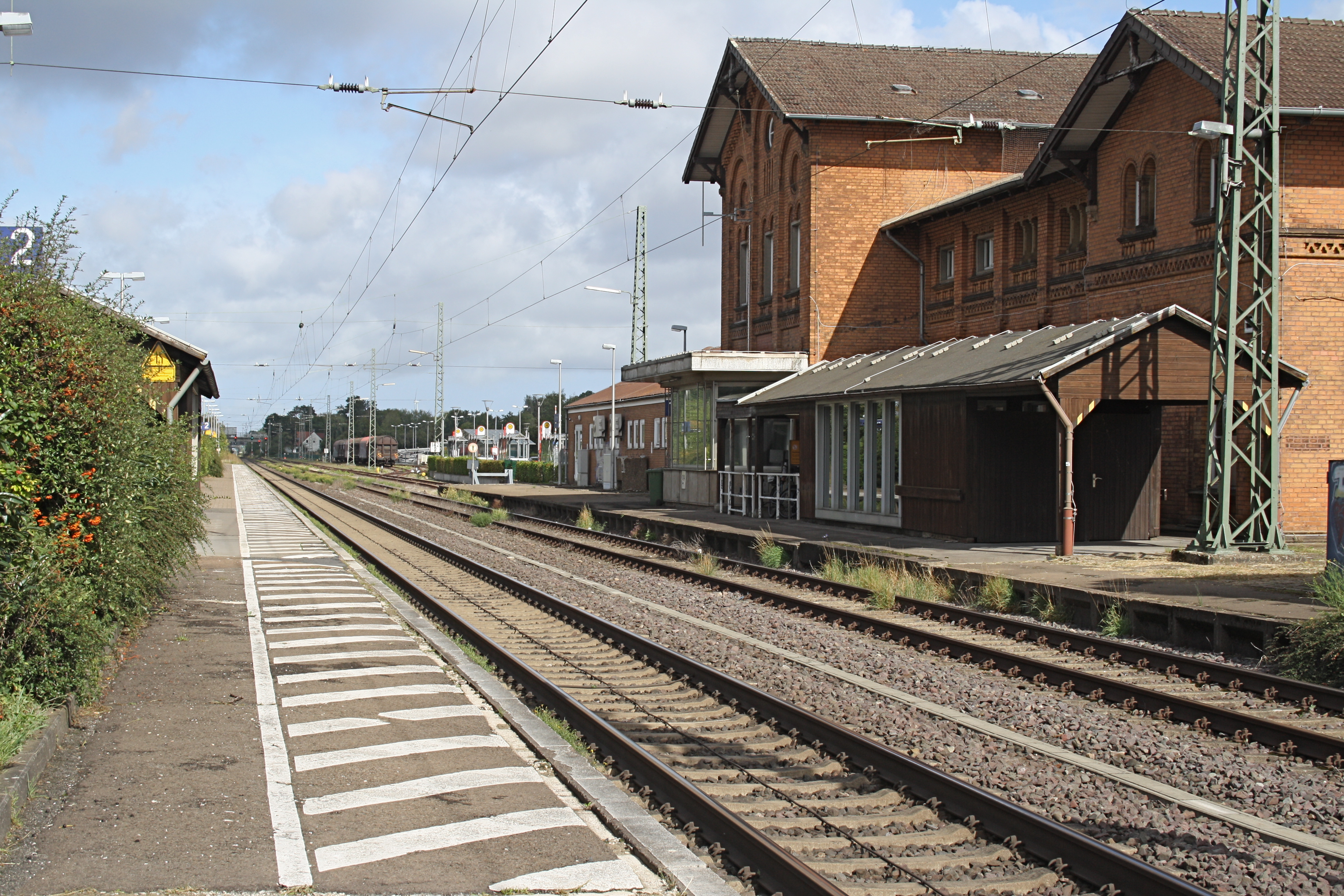
Gleisseite, Blick nach Norden

Das denkmalgeschützte Empfangsgebäude wurde 1871/72 errichtet und entspricht in wesentlichen Teilen noch dem Ursprungszustand. Die Fassadengliederung durch lisenenartig zurückgesetzte Elemente, gesteppte Giebelgesimse, aus Ziegel gebildete Ornamente und Öffnungen unter Halbrundbögen verleihen allen Gebäudefassaden ihr markantes Aussehen – ein historistisches Gebäude mit Bezug zur Backsteingotik.
Im Gebäude war bis Dezember 2010 eine Gaststätte untergebracht.
Im Jahr 2004 wurde das gesamte Bahnhofsumfeld im Stadtteil Mitte erneuert. Die Baukosten betrugen rund zehn Millionen Euro. Das Projekt wurde vom Land Niedersachsen gefördert.
Mittlerweile befindet sich die Empfangshalle in einem maroden Zustand.
Eine Sanierung und ein barrierefreier Umbau zu den Gleisen soll frühestens 2026 beginnen.

## Strecken
Der Bahnhof liegt an der Hauptstrecke von Hamburg über Bremen und Osnabrück ins Ruhrgebiet. Diese wurde von 1881 bis 1883 zweigleisig ausgebaut und in den 1960er Jahren elektrifiziert.
Am 18. August 1900 eröffnete die Wittlager Kreisbahn eine Nebenstrecke von Holzhausen-Heddinghausen über Preußisch Oldendorf und Bad Essen nach Bohmte. Dafür wurde ein gesonderter Bahnhof Bohmte Ost errichtet, der mit dem Staatsbahnhof nur über ein Rangiergleis verbunden ist. Am 1. Juli 1914 wurde die Verlängerung der Nebenstrecke von Bohmte nach Damme über Hunteburg eröffnet. Diese Strecke überquert nördlich des Bahnhofs die Hauptstrecke nach Bremen.
1966 wurde der Personenverkehr Richtung Hunteburg eingestellt und der Personenverkehr Richtung Preußisch Oldendorf bis auf einige Schülerzüge reduziert, welche 1971 eingestellt wurden. Seit 1977 betreibt die Museums-Eisenbahn Minden auf der Strecke Museumszüge. Anfang 2000 wurde die Strecke nach Hunteburg und Schwegermoor wegen ihres schlechten Zustandes gesperrt. Aufgrund des gestiegenen Güterverkehrsaufkommens auf der Reststrecke erwarb die Verkehrsgesellschaft Landkreis Osnabrück (VLO), die Rechtsnachfolgerin der Wittlager Kreisbahn, jedoch 2007 einen Teil der Gleise im Bahnhof Bohmte.

## Anlagen

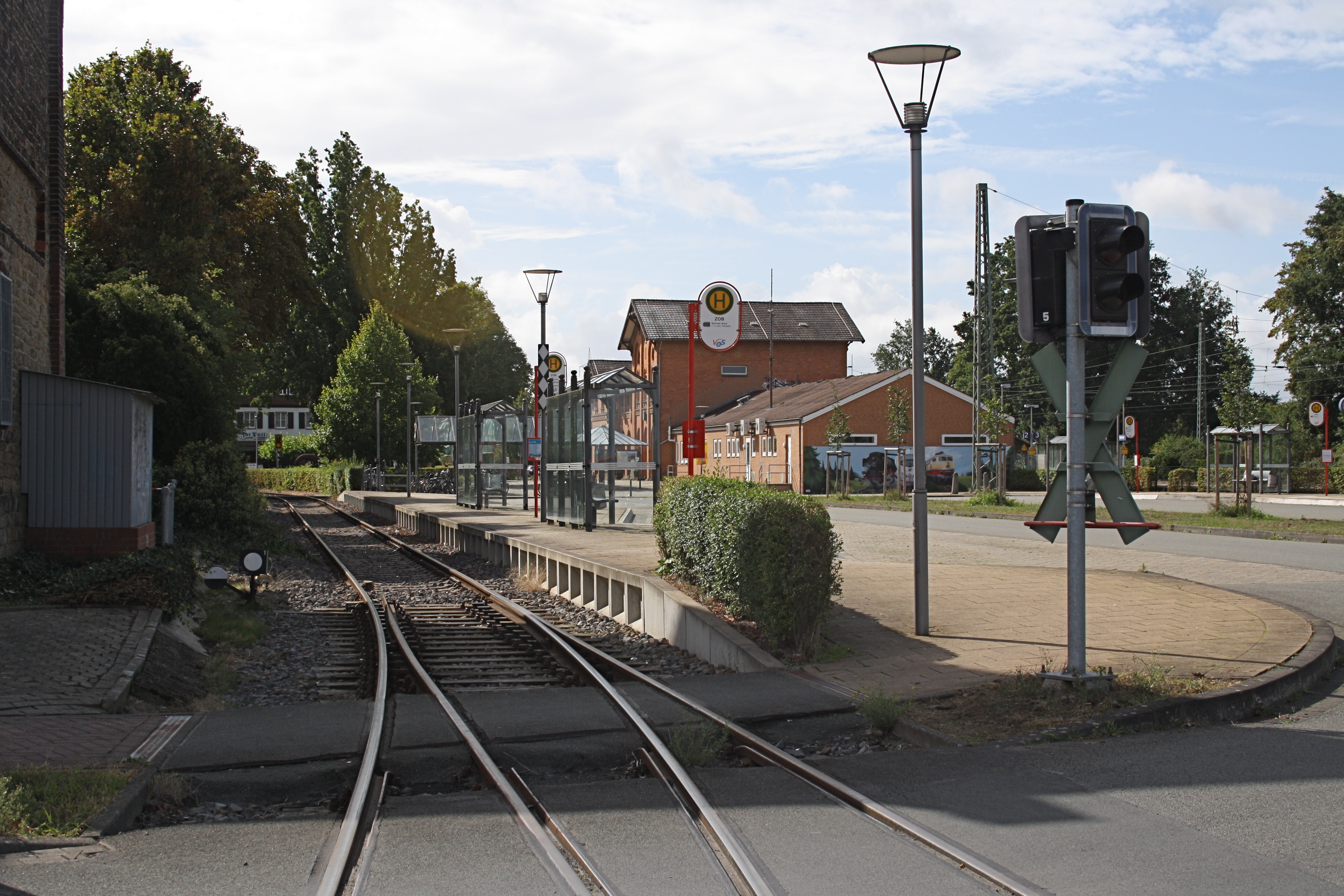
Bahnsteig der VLO auf dem Bahnhofsvorplatz

Der Bahnhof Bohmte verfügt heute (2015) im Bereich des Empfangsgebäudes über vier Gleise. Zwischen den mittleren Gleisen 2 und 3 liegt der Mittelbahnsteig, der über eine Unterführung erreicht wird. Die außenliegenden Gleise werden als Durchfahrts- und Überholgleise benutzt. Der Hausbahnsteig am östlich gelegenen Empfangsgebäude ist teilweise noch vorhanden. Nördlich des Bahnhofs lag der Güterbahnhof, wo heute noch wenige Gleise liegen. Seit 1975 wird der Bahnhof von einem Drucktastenstellwerk gesteuert, das auch für die Betriebsbahnhöfe Drohne und Ostercappeln zuständig ist. Hier ist auch der Übergang zum östlich gelegenen Bahnhof Bohmte Ost der VLO. Dieser verfügt über Ladegleise und Laderampe sowie eine Werkstatt. Der Bahnsteig liegt an der südlichen Ausfahrt des Bahnhofs direkt am ZOB in Nähe des Staatsbahnhofs.

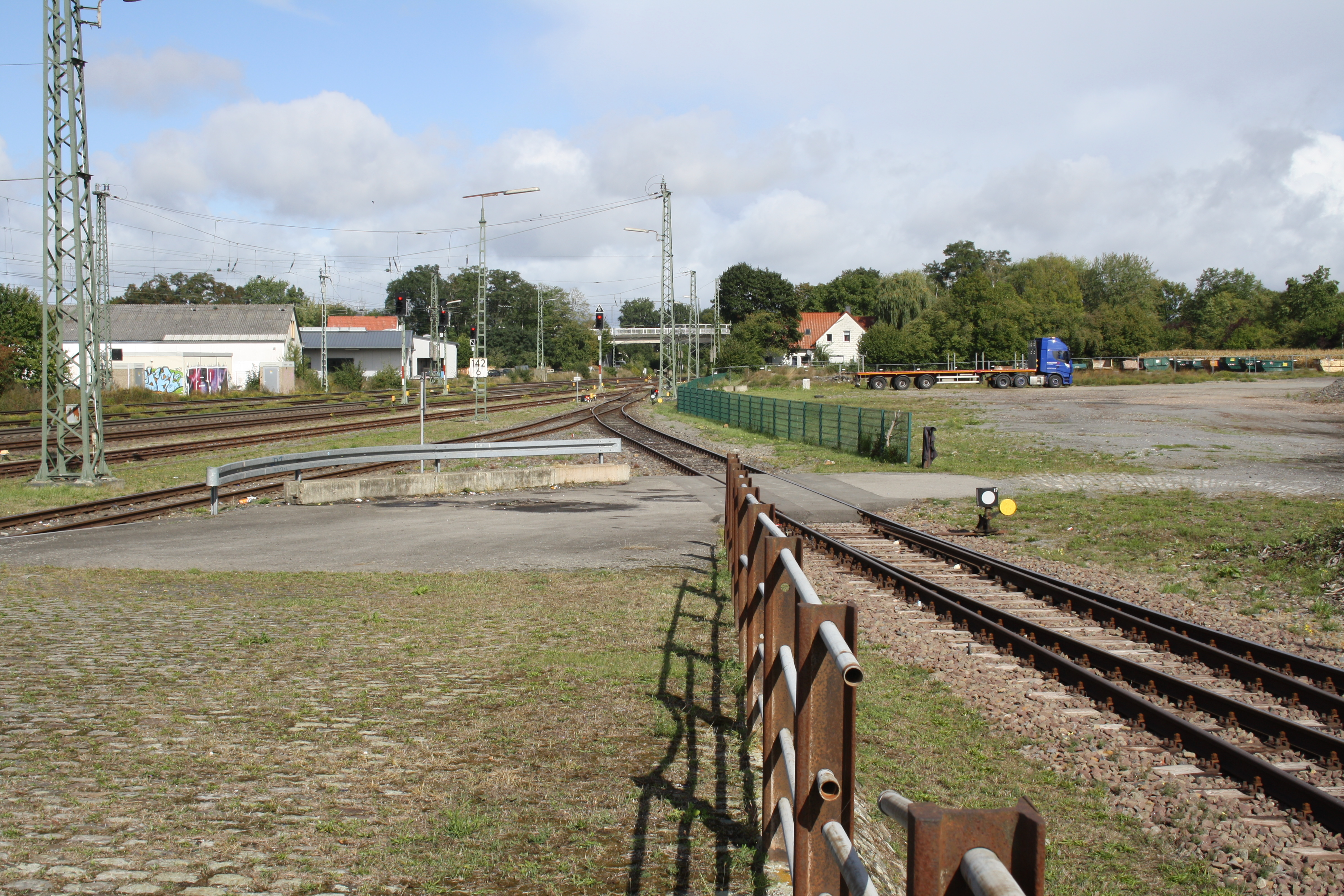
Nordkopf des Bahnhofs, rechts ein Gleis zur VLO
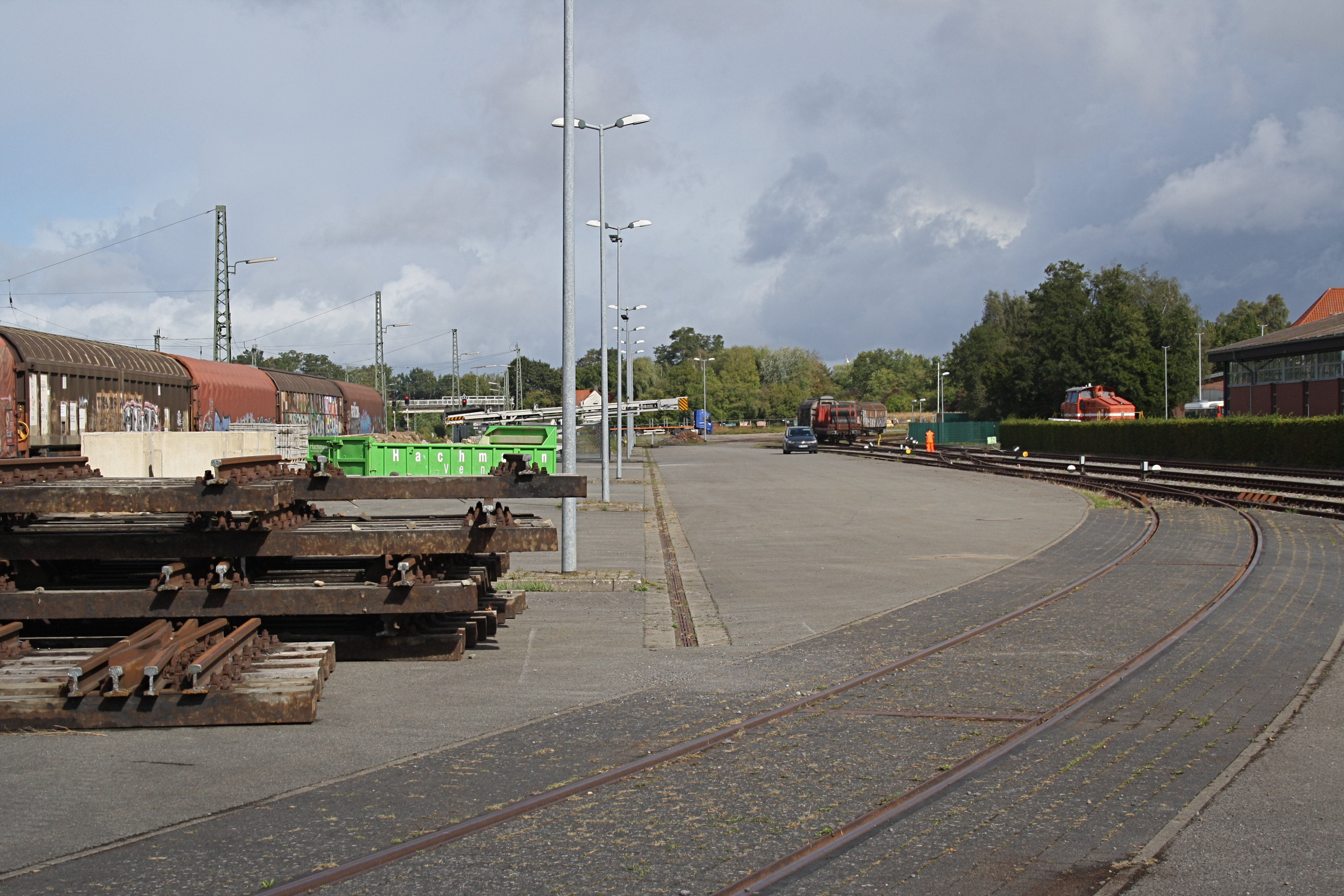
Güterbahnhof der VLO, rechts deren Lok 2
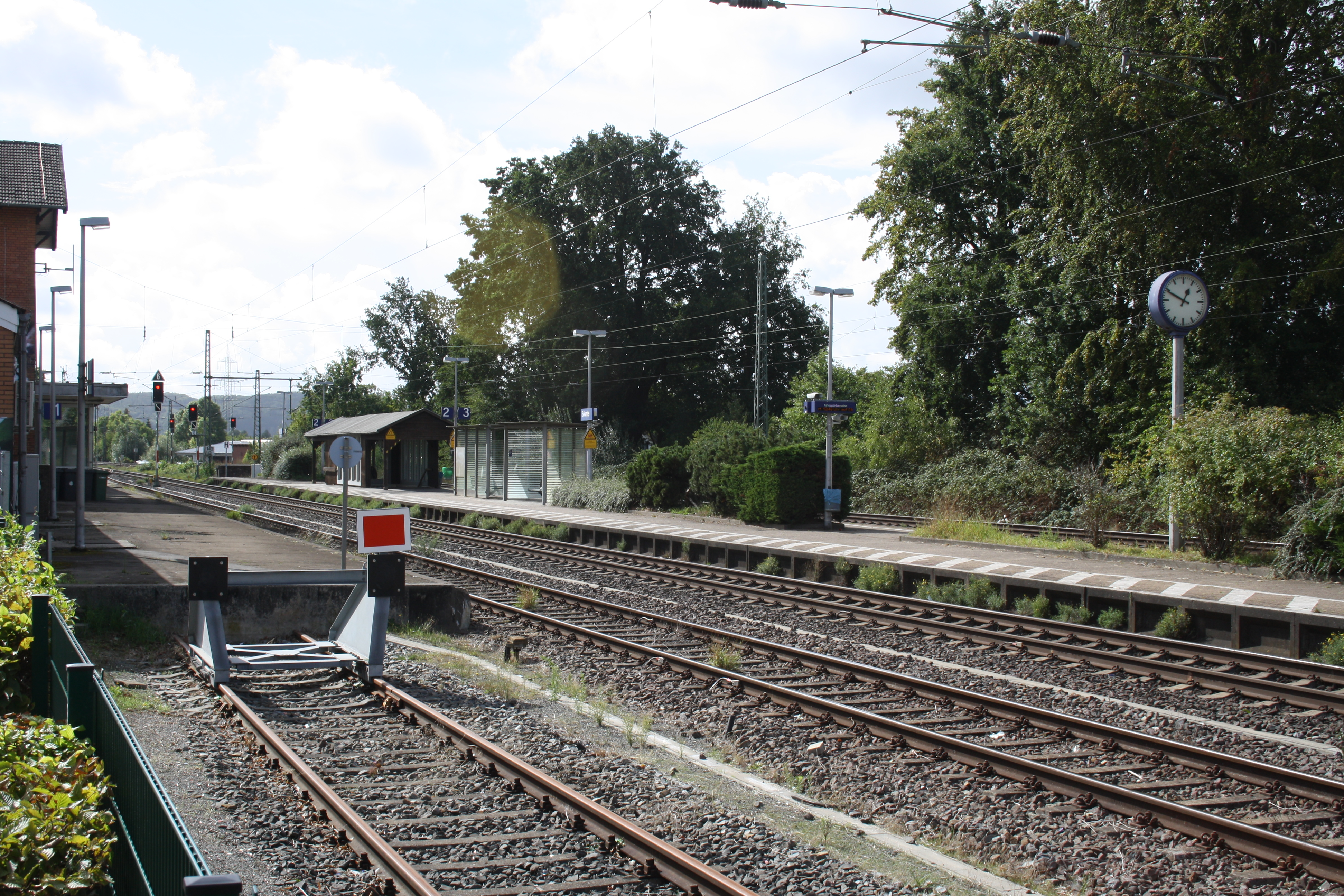
Mittelbahnsteig

## Anbindungen
| Linie | Linienverlauf | Takt                              | Betreiber     |
| ----- | --- | --------------------------------- | ------------- |
| RE 9  | Bremerhaven-Lehe – Bremerhaven Hbf – Osterholz-Scharmbeck – Bremen Hbf – Kirchweyhe – Syke – Bassum – Twistringen – Barnstorf – Diepholz – Lemförde – Bohmte – Osnabrück Hbf Stand: Fahrplanwechsel Dezember 2024 | 120 min 60 min (Bremen–Osnabrück) | DB Regio Nord |